# 大貝雷江卡

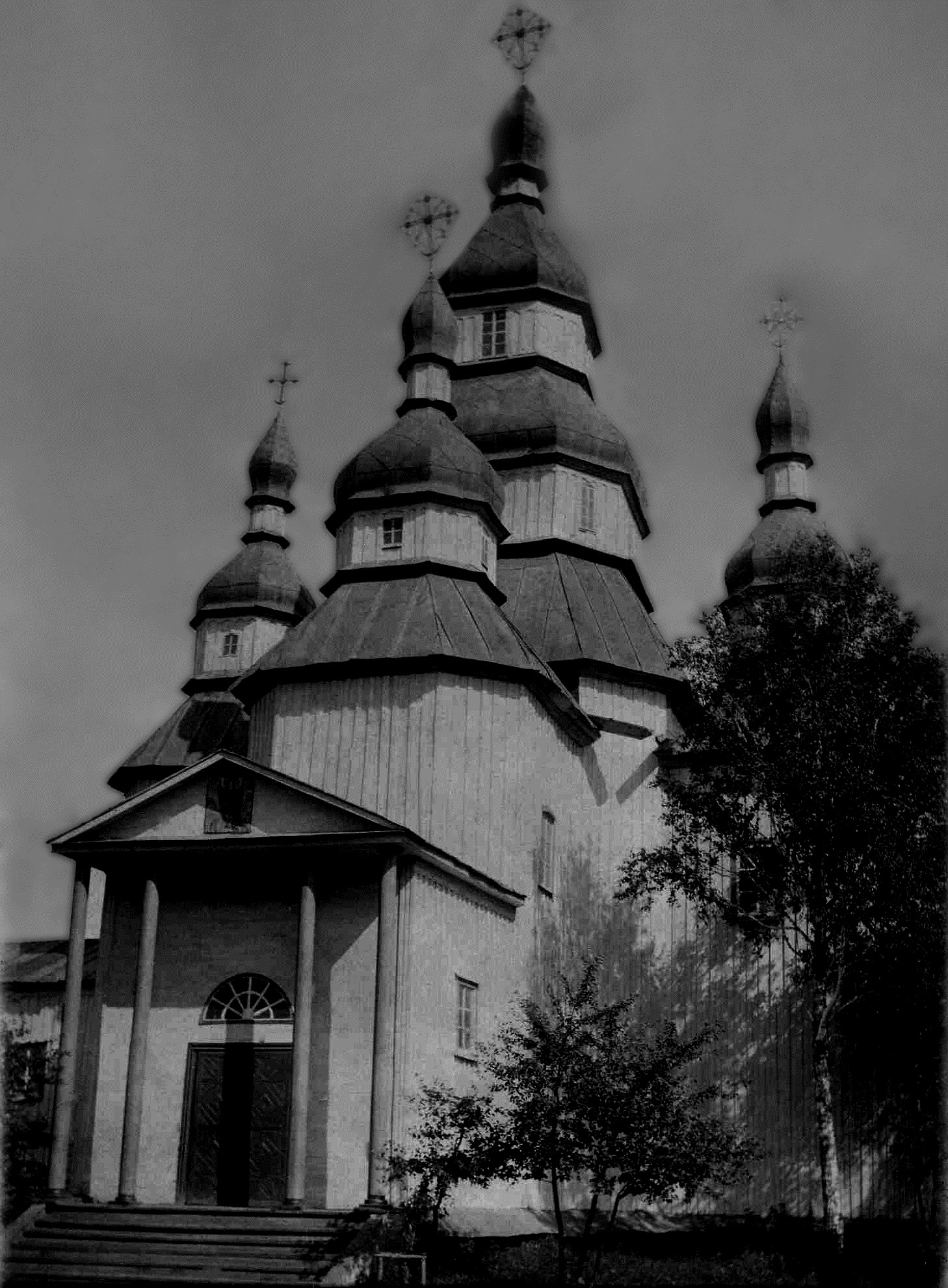
1766-1952年间的教堂

49°25′37″N 30°32′44″E / 49.42694°N 30.54556°E
大貝雷江卡（烏克蘭語：Велика Березянка）是位於烏克蘭北部的村莊，由基辅州白采爾克瓦區的塔拉夏市鎮負責管轄。該村面積5.52平方公里，海拔高度193米，2022年人口1,015，人口密度每平方公里268.9人。